# Hoffenheim
Hoffenheim (ˈhɔfn̩haɪ̯m) es un pueblo situado en el distrito de Rhein-Neckar de Baden-Württemberg, Alemania.  Pertenece al municipio de Sinsheim y en 2006 tenía una población de 3272 habitantes.

## Historia
El pueblo, habitado desde tiempos prehistóricos y mencionado por primera vez en 773 como Hovaheim en el Códice de Lorsch, fue incorporado oficialmente al municipio de Sinsheim el 1 de julio de 1972.

## Geografía
Hoffenheim está situado en la región metropolitana Rhein-Neckar, cerca del parque nacional Neckartal-Odenwald. Está a unos 3 km al oeste de Sinsheim, 6 km al sur de Meckesheim y a tan solo 20 km de Heidelberg.

## Deporte
Hoffenheim es la cuna del equipo de fútbol TSG 1899 Hoffenheim, que actualmente juega en la Bundesliga, la máxima división alemana, aunque el primer equipo juega actualmente en el Rhein-Neckar-Arena, situado en otro suburbio de Sinsheim, Steinsfurt.

## Personas notables
- Volker Kauder (nacido 1949), político (CDU)
- Dietmar Hopp (nacido 1940), cofundador de SAP

## Galería de imágenes

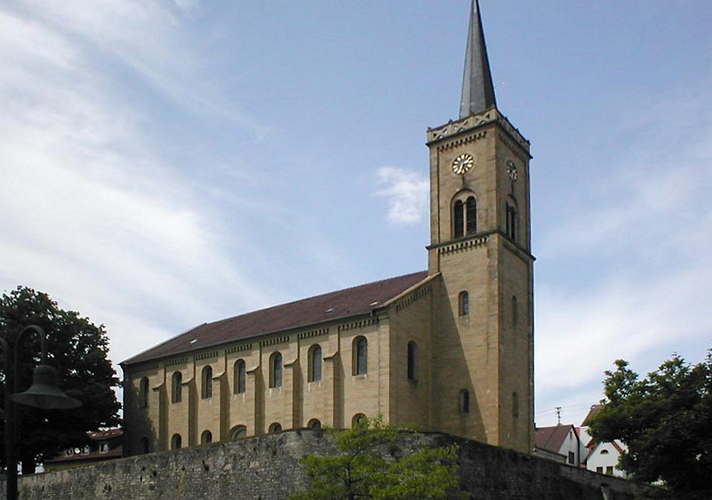
La iglesia de Hoffenheim.
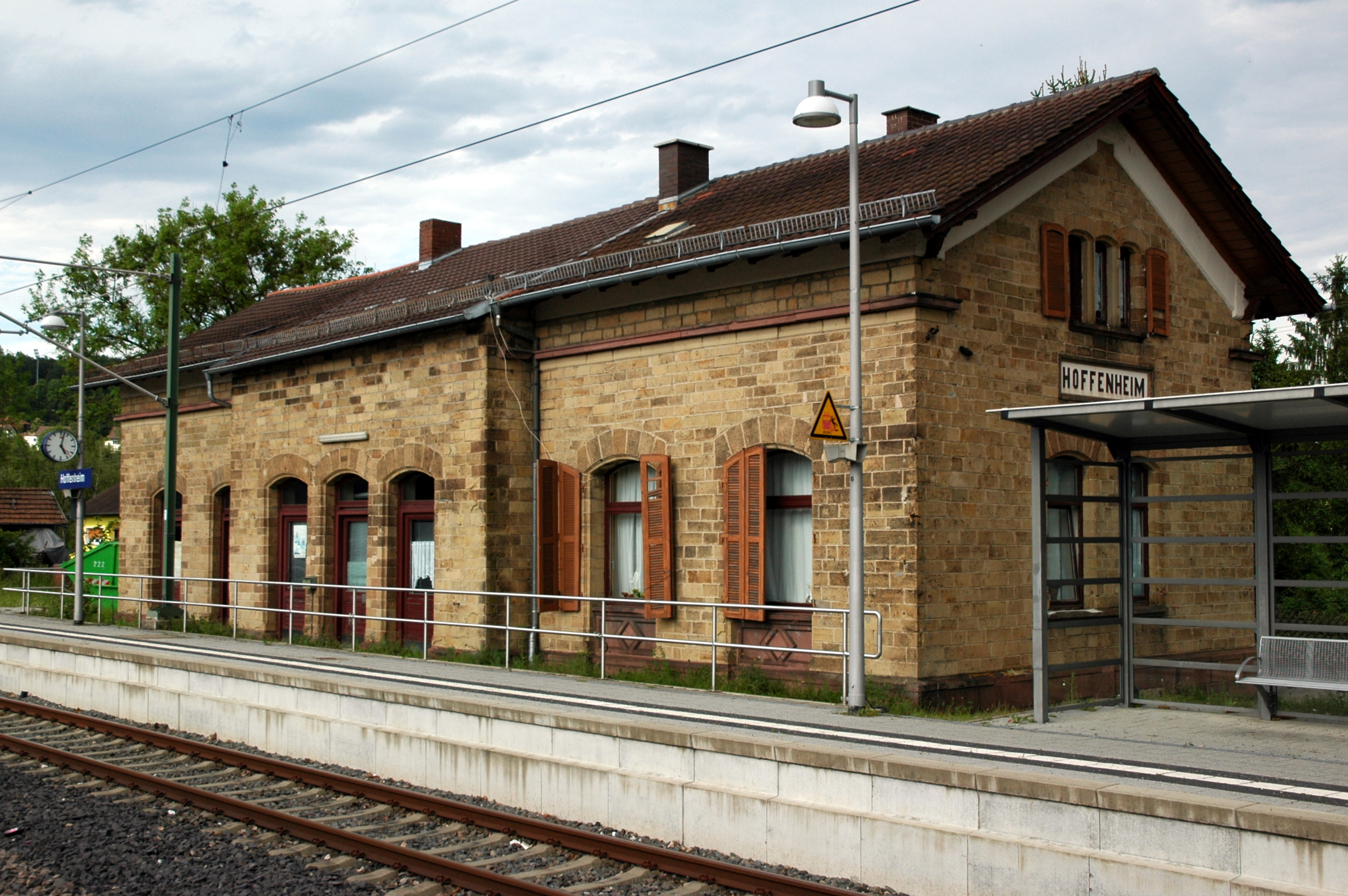
Estación de ferrocarril.